# Zoologie
La zoologie (/zo.o.lo.ʒi/) est la science qui étudie les animaux. Le terme est un mot savant construit sur le grec ζῷον / zôion (« animal ») et λόγος / lógos (« discours »). Les spécialistes de cette discipline sont appelés zoologistes ou zoologues. 
Regroupant plusieurs disciplines et utilisant de nombreuses techniques, cette science s'est lentement élaborée au cours des siècles depuis la Préhistoire. Les premières réflexions scientifiques concernant la zoologie qui nous ont été transmises sont celles d'Aristote. Les grandes tentatives de classification des espèces animales ont été nombreuses et souvent remaniées depuis cette époque.

## La distinction entre zoologie et botanique
La frontière entre la zoologie, qui étudie les animaux, et la botanique, qui étudie les végétaux, a été et est toujours sujette à controverses. Certains êtres vivants, considérés comme végétaux, se sont révélés être des animaux ; le cas de certains autres est toujours, à l'aube du XXIe siècle, sujet à discussions. Pour ces êtres vivants atypiques, l'appartenance à l'une ou l'autre des sciences s'est trouvée modifiée grâce aux avancées et découvertes techniques ou scientifiques (entre autres la microscopie ou l'analyse de l'ADN).
Si la plupart des Métazoaires ont toujours été placés parmi les animaux, certains Métazoaires inférieurs étaient encore au XIXe siècle placés dans une catégorie particulière nommée « Zoophytes » (étymologiquement : animaux-plantes). Ce grand groupe comprenait traditionnellement les Spongiaires, les Cnidaires et les Cténophores. Carl von Linné classait dans cette catégorie des Mollusques comme la Seiche, l'Aplysie, l'Holothurie, mais aussi les Échinodermes (oursins et étoiles de mer). Ce n'est qu'en 1744 que Jean André Peyssonnel reconnut le corail comme un animal ; de même, les Spongiaires ne furent reconnus comme animaux qu'en 1825.
Le cas des Protozoaires est encore plus problématique. L'étude des êtres vivants unicellulaires révèle des formes ambigües où la distinction entre animal et végétal n'est pas absolue. Certains d'entre eux, comme l'euglène ou certains Péridiniens qui peuvent avoir une alimentation autotrophe ou hétérotrophe, ont longtemps été placés à la frontière entre les deux disciplines. Ainsi, certains organismes unicellulaires sont pourvus de chlorophylle (caractère de l'« état végétal »), sont mobiles et ont une membrane cellulaire souple (caractère de l'« état animal »).
Dans la seconde moitié du XIXe siècle, Ernst Haeckel, considérant que la coexistence de ces caractères était héritée d'ancêtres communs aux animaux et aux végétaux, définit pour les organismes unicellulaires le règne des Protistes (Protista) en 1866. La protistologie, étude scientifique des Protistes, se retrouva alors rattachée à la fois à la zoologie et à la botanique. Toutefois, une certaine dichotomie traditionnelle demeura : les zoologistes étudiant les formes à « affinité animale » et les botanistes les formes à « affinité végétale ». Les délimitations et classifications des Protistes proposées par les savants divergent donc considérablement selon la discipline concernée. Les chercheurs ont tenté de délimiter les deux règnes « animal » et « végétal », qui tendent à se confondre au sein des Flagellés, par la distinction des Zooflagellés et des Phytoflagellés.
Pour les biologistes qui, comme Cavalier-Smith à la fin du XXe siècle, recommandent de ne pas utiliser le terme d'« animaux unicellulaires », la zoologie est l'étude des animaux et des protozoaires.
Au début du XXIe siècle, les données de la biologie moléculaire permettent d'apprécier de façon plus fiable les relations de parenté entre les lignées d'organismes vivants.
- Alveolata[4] : Une étroite parenté a été mise en évidence entre Ciliés, Sporozoaires et Dinoflagellés. Les deux premiers groupes étaient antérieurement rattachés aux animaux (Protozoaires) et le troisième aux végétaux (Phytoflagellés / Protophytes), d'après l'absence ou la présence de chlorophylle.
- Amoebozoa[5] : Plusieurs familles d'amibes proprement dites, anciens Protozoaires rhizopodes, comprenant aussi bien des espèces libres comme Amoeba proteus (ou Chaos diffluens) que des espèces parasites comme Entamoeba histolytica, se retrouvent classées avec la plupart des lignées de moisissures visqueuses[6], anciens champignons Mycétozoaires.
- Euglenozoa[7] : Les Trypanosomes incolores (par exemple Trypanosoma brucei, l'agent pathogène de la maladie du sommeil) sont proches des Euglènes chlorophylliens.
- Percolozoa[8] ou Heterolobosea : Une famille amibienne, rassemblant les amibes vahlkampfiides, d'anciens Protozoaires rhizo-flagellés, autour du genre Naegleria vivant en eau stagnante, est apparentée à une lignée de moisissures visqueuses dites acrasiales[9], anciens champignons Mycétozoaires.
- Rhizaria[10] : D'anciens Protozoaires rhizopodes, les Foraminifères et les Radiolaires, sont regroupés avec des lignées nouvelles de Protistes cercozoaires, parfois chlorophylliens comme les Chlorarachniophytes et des amibes euglyphides du genre Paulinella[11].
- Stramenopiles[12] ou Heterokonta : Une même lignée réunit d'anciens Protozoaires, les Opalines (entre autres, des parasites de la vessie des grenouilles), d'anciens champignons Oomycètes (dont Plasmopara viticola, l'agent pathogène du mildiou de la Vigne) et des algues brunes pluricellulaires, comme les Fucus et les Laminaires.
- Opisthokonta[13] : L'ancien règne animal, diminué de la plupart des formes unicellulaires qui lui avaient été rattachées, se révèle proche d'un groupe renfermant la majorité des anciens champignons Eumycètes. D'anciens Protozoaires classés parmi les Cnidosporidies, les Microsporidies (entre autres, parasites des arthropodes et des poissons), sont considérés, au sein des Mycètes ou Fungi, comme le groupe frère de tous les autres champignons. Parmi les formes unicellulaires, seul le groupe des Choanoflagellés ou Choanomonada demeure directement apparenté aux Métazoaires dont il constitue le groupe frère. Intégrés parmi les Métazoaires, les Myxozoaires, unicellulaires sur la majeure partie de leur cycle de vie au cours de laquelle ils produisent des spores à plusieurs cellules différenciées, sont, quant à eux, considérés comme des Cnidaires extrêmement modifiés[14].

Les méthodes modernes de la cladistique ont permis de distinguer la lignée verte (qui concerne indiscutablement la botanique et la phycologie), les opisthochontes (qui concernent la zoologie et la mycologie), la lignée brune (phycologie) et diverses lignées dont l'appartenance à telle ou telle discipline n'est pas toujours résolue et qui relèvent, par défaut, de la protistologie.
La distinction entre zoologie et botanique devient floue au point qu'il est supputé en 2012 que, parmi les Métazoaires, des animaux marins (Cnidaires tels les coraux et les anémones de mer) se transforment en végétaux par endosymbiose avec des algues chlorophylliennes : les zooxanthelles, Dinophytes photosynthétiques qui les pourvoient en matières organiques. Dans certains cas, ces algues endosymbiotiques se transmettent d'une génération à l'autre par les ovules de l'hôte, sur le modèle de l'hérédité des plastes dans les végétaux,.

## Histoire

### Préhistoire

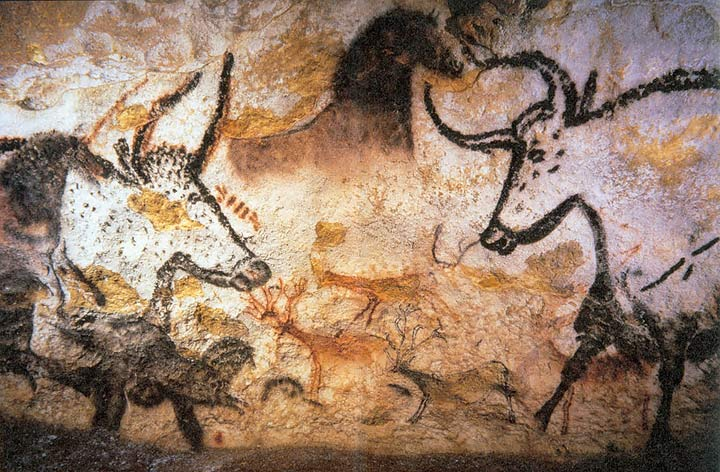
Aurochs représentés dans la grotte de Lascaux.

L'Homo sapiens du Paléocène supérieur a réalisé de nombreuses peintures, gravures et sculptures rupestres. Ces représentations artistiques à dessein sans doute rituel montrent que nos ancêtres observaient attentivement la faune, représentant des détails qui indiquent une bonne connaissance des animaux de leur environnement, comme la mue des bisons ou le repli cutané présent à la base de la queue des mammouths.
Le bestiaire varie selon les régions et selon les époques du Paléolithique supérieur : toutefois, on trouve en majorité de grands herbivores (chevaux, bisons, aurochs), comme dans la grotte de Lascaux.
D'autres espèces sont plus rarement représentées, parfois avec de fortes dominantes géographiques ou chronologiques : lions et rhinocéros dans la grotte Chauvet, en Ardèche, biches dans les grottes de la région des Cantabres en Espagne ou mammouths à Rouffignac, en Dordogne. Il arrive aussi que soient représentés des animaux indéterminables ou « fantastiques » : une figure de la salle des taureaux de Lascaux est parfois qualifiée de « licorne ».

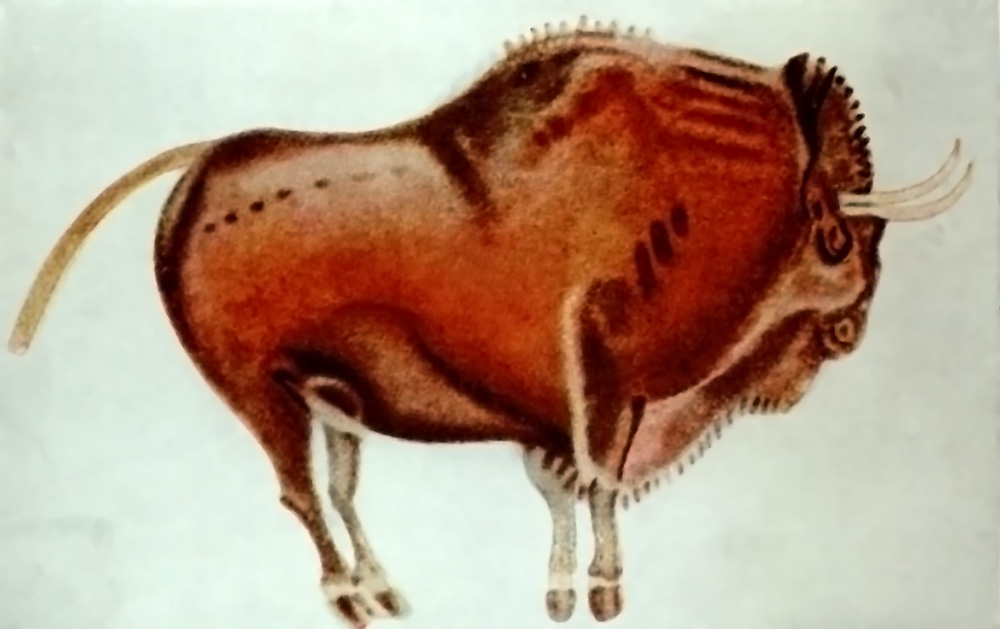
Bison polychrome relevé dans la grotte d'Altamira.
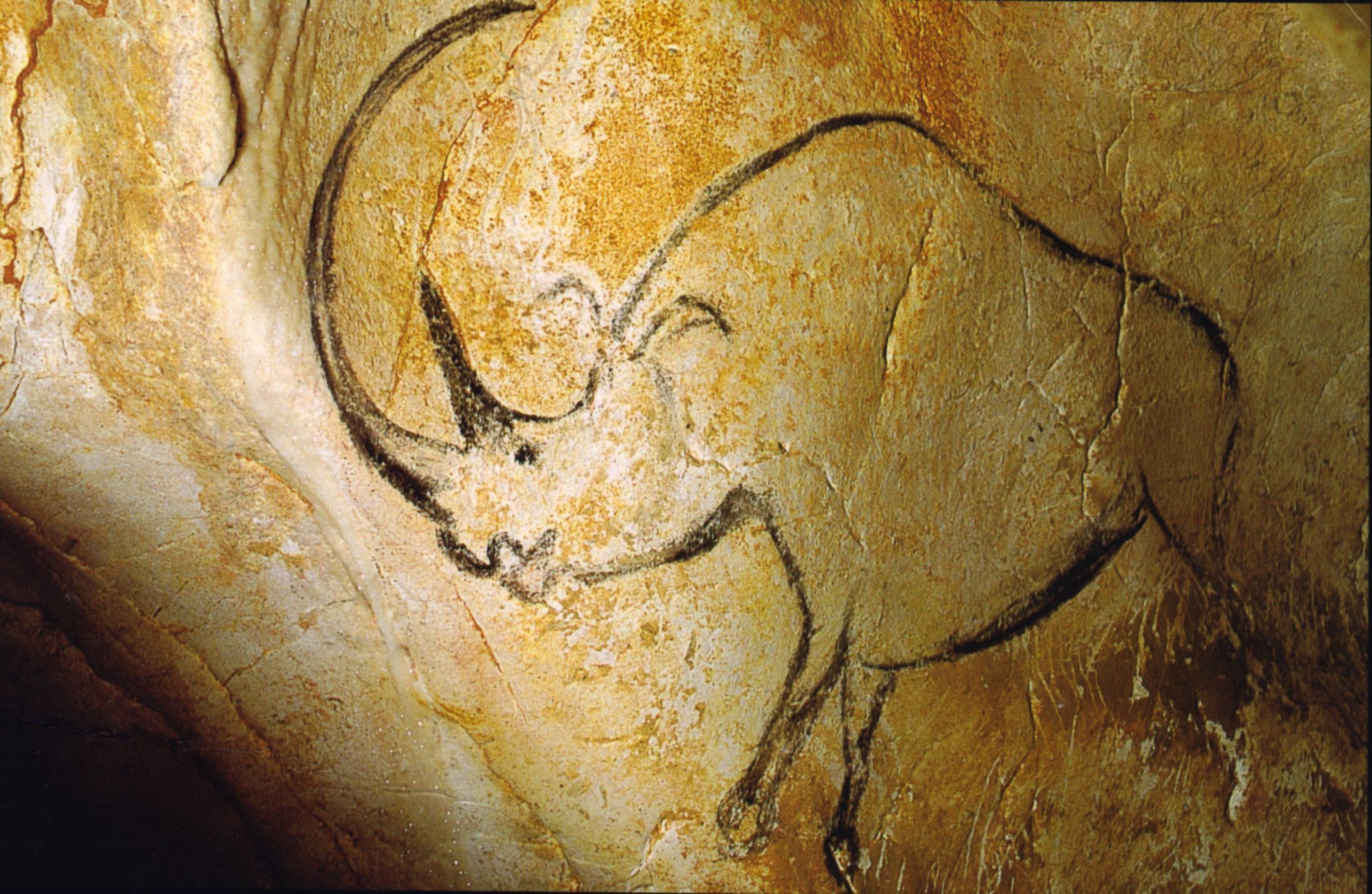
Rhinocéros à grande corne représenté dans la grotte Chauvet.

La période néolithique montre aussi des représentations animales très réalistes. Au Sahara, une civilisation d'éleveurs remontant au VIe millénaire av. J.-C. est responsable des gravures et peintures rupestres classées dans le style des « bubales » et des « bovidés ». Dans sa forme la plus ancienne, la « période bubaline » n'a figuré que des gravures de faune sauvage : bovidés, équidés, félins, girafes, mouflons, antilopes, gazelles, éléphants, rhinocéros, autruches, etc.Dans sa forme plus récente, la « période bovidienne » correspond à des peintures de faune domestique : bœufs, chèvres et moutons.

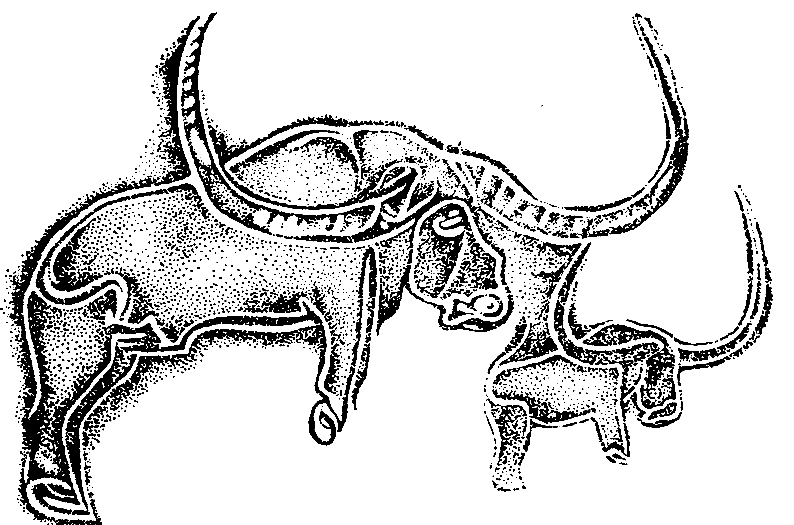
Le terme « bubale » désigne un buffle africain fossile (Bubalus antiquus) ayant vécu dans le Sahara.
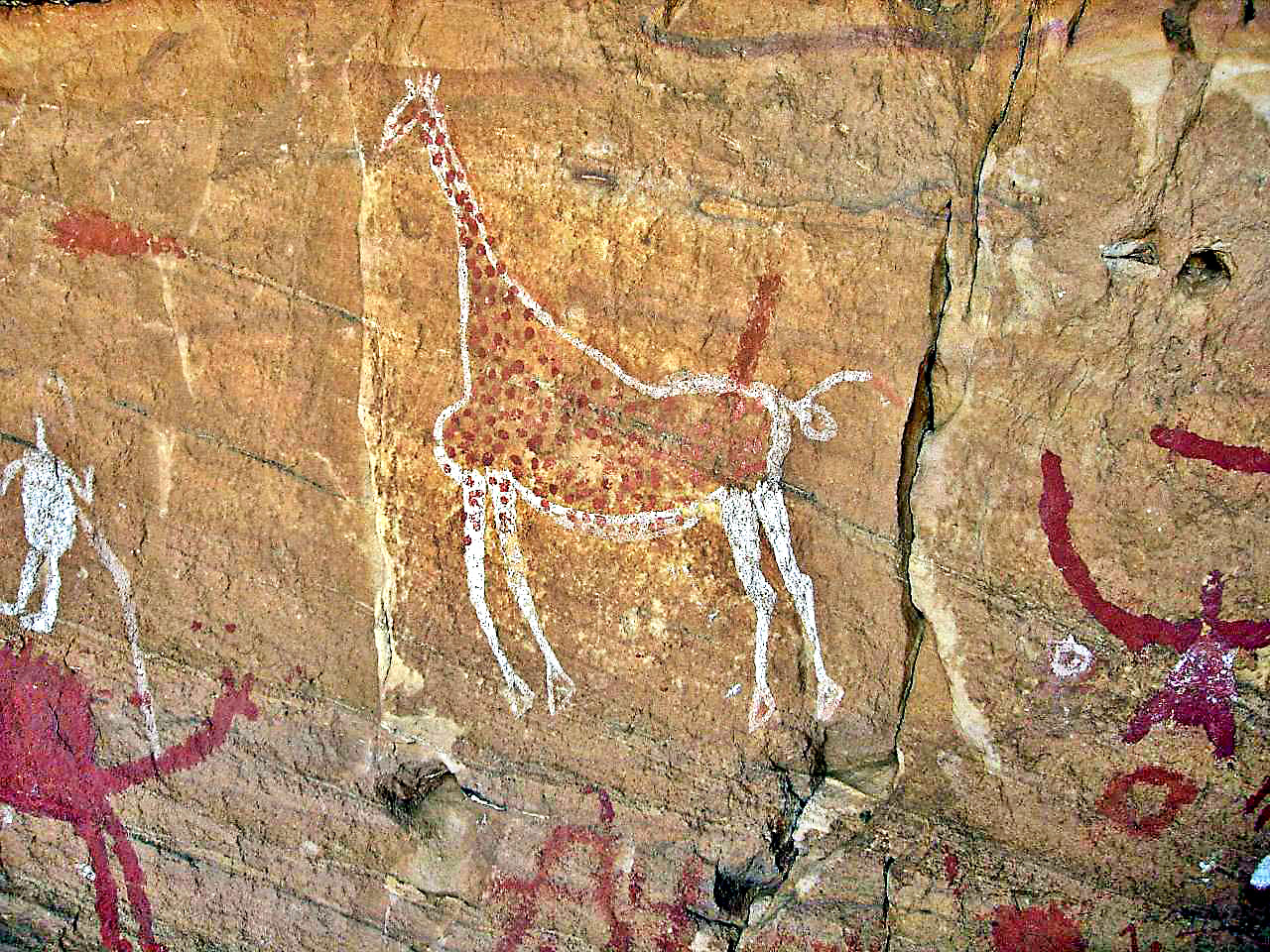
Girafe représentée dans le Tadrart Acacus, en Libye.

### Antiquité
La révolution néolithique, qui est caractérisée par la domestication des animaux, se prolonge sur la période de l'Antiquité.
La connaissance antique de la faune est illustrée par la représentation réaliste d'animaux sauvages et domestiques au Proche-Orient, en Mésopotamie comme en Égypte.
Les animaux dans le Proche-Orient ancien aussi bien que les animaux dans l'Égypte antique relèvent du domaine culturel de la zoologie, s'étendant du sacré au symbolisme et à l'art, en passant par les pratiques et techniques d'élevage, de chasse ou de pêche.
L'invention de l'écriture se traduit pour la zoologie par la présence des animaux dans les hiéroglyphes égyptiens.

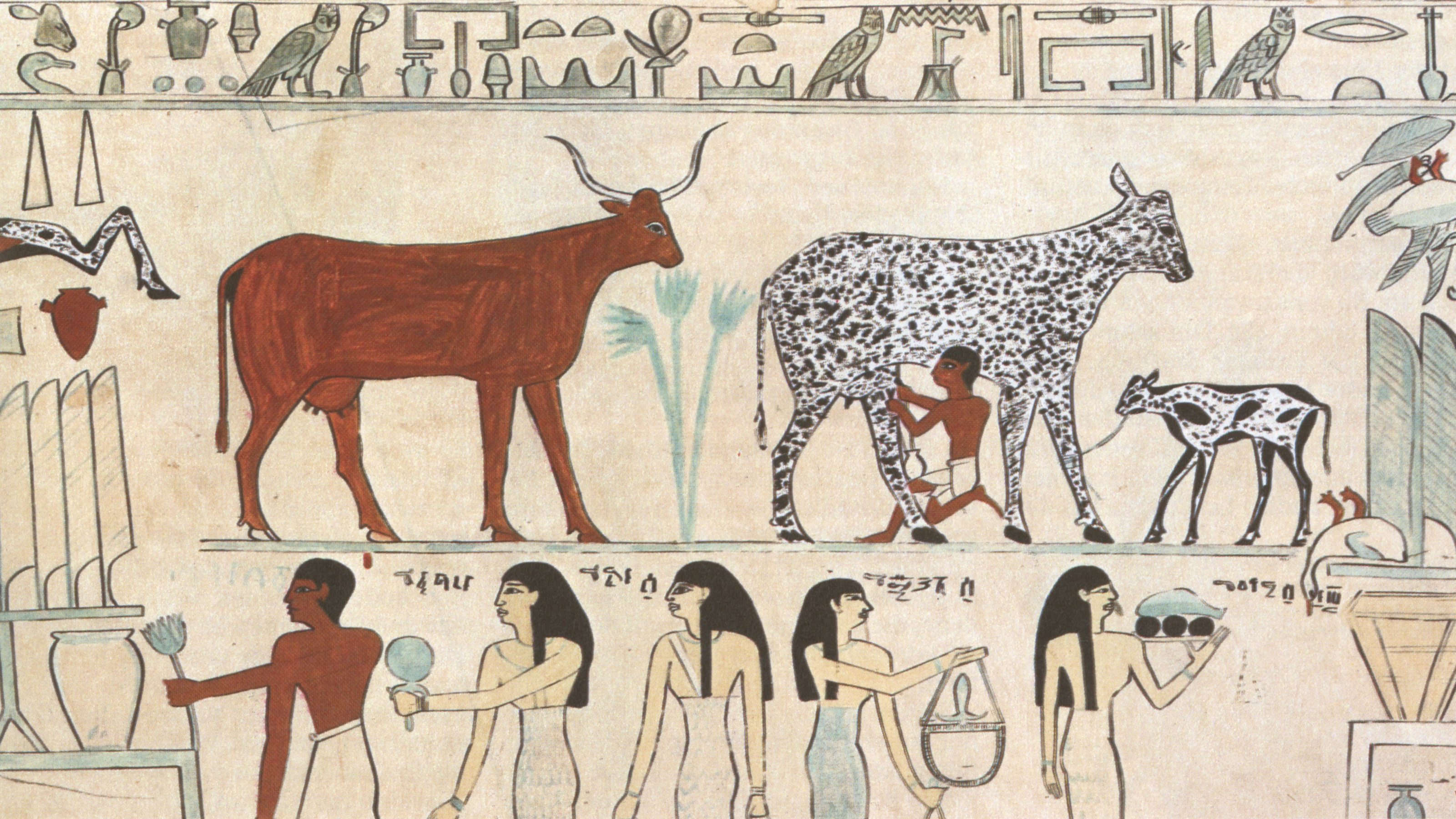
Peinture de l'Égypte antique montrant des animaux domestiques (la traite d'une vache).
Lion assyrien représenté sur un panneau en terre cuite glaçurée datant du règne de Nabuchodonosor II (604-562 av. J.-C.).

L'époque de l'Antiquité fut celle d'Aristote dans toute l'étendue scientifique du domaine de la zoologie.
Le philosophe grec Aristote (384 av. J.-C.-322 av. J.-C.) consacre de nombreux traités au monde animal. Aristote essaye de faire un classement compréhensible d'animaux dans son Histoire des animaux. Il écrit Historia animalium, une biologie générale, De partibus animalium, une anatomie et physiologie comparatives, et De generatione animalium sur la biologie du développement. Il aborde, notamment dans le De partibus animalium, la question de la classification des animaux par genre et par espèce.
Le naturaliste romain Pline l'Ancien (23-79) consacre quatre livres (VIII, IX, X et XI) aux animaux dans son œuvre encyclopédique, l‘Histoire naturelle (Naturalis historia), constituée de 37 volumes écrits en langue latine. Il y étudie successivement les animaux terrestres, les « poissons » (c'est-à-dire les animaux marins et les poissons de rivière), les oiseaux et les insectes.
Le Physiologos est un bestiaire grec remontant probablement au IIe siècle. Il traite des propriétés des bêtes, des oiseaux et des créatures fantastiques.
Les poèmes didactiques d'Oppien de Corycos, les Halieutiques sur la pêche et les Ixeutiques sur la chasse, contiennent aussi beaucoup de descriptions et de narrations sur les animaux connus des Anciens au IIe siècle.
- Élien (v. 175-v. 235) : orateur et naturaliste romain de langue grecque. Les 17 livres de ses Caractéristiques des animaux (Περὶ Ζῴων Ἰδιότητος / Perì Zôiôn Idiótêtos) compilent des anecdotes sur 70 espèces de mammifères, 109 espèces d’oiseaux, une cinquantaine de reptiles et environ 130 poissons.

Oppien de Syrie, qui vivait au IIIe siècle, est l'auteur d'une œuvre poétique consacrée à la chasse, les Cynégétiques, décrivant également les animaux exotiques.

### Moyen Âge
Animaux fabuleux et tabous bibliques.
La connaissance des animaux a relativement peu progressé au cours du Moyen Âge.
La plupart des auteurs qui se sont intéressés à la vie animale sont tributaires d'Isidore de Séville (v. 560-636), lequel a rassemblé, au début du VIIe siècle, dans ses Etymologiae (Étymologies ou Origines) une partie des remarques, mais aussi des mythes transmis par Pline dans ses Histoires naturelles.
Au VIIIe siècle, Al-Asmai (v. 740-828), un linguiste de Bassora, en Irak, rédige les premiers traités majeurs du monde islamique sur la zoologie. Ses ouvrages, Kitab al-Khail (Le Livre du cheval) et Kitab al-Ibil (Le Livre du chameau) décrivent en détail la physiologie de ces animaux.
Il écrit également d'autres livres sur les moutons Kitab al-Sha, les animaux rares Kitab al-Farq et les animaux sauvages Kitab al-Wuhush.
Pendant cette période médiévale au IXe siècle, d'autres érudits arabes, comme Al-Jahiz (v. 776-868), auteur d'un Livre des animaux Kitab al-Hawayan, maintiennent un intérêt pour l'étude zoologique.
Le XIIe siècle voit la redécouverte d'Aristote et de ses traités consacrés aux animaux, notamment par le biais des commentaires du philosophe arabe Averroès (1126-1198) et des traductions du philosophe scolastique Michael Scot (v. 1175-v. 1236). Ce sera le point de départ d'un regain d'intérêt pour le monde animal.
- Frédéric II du Saint-Empire (1194-1250) rédige un manuel de fauconnerie et d'ornithologie illustré, le De arte venandi cum avibus, dans lequel il décrit plus de 900 espèces d'oiseaux. Il consigne de très précises observations sur le comportement des oiseaux qui sont très en avance sur son temps. Il n'hésite pas à critiquer Aristote auquel il reproche de n'avoir qu'une connaissance théorique des oiseaux[17].
- Albert le Grand (v. 1200-1280) est l'auteur d'un vaste traité, le De animalibus, consacré à la faune. Cet auteur a donné une importance particulière à la reproduction et la sexualité des animaux. Pour ce qui est de l'étude de la zoologie, ses œuvres sont comparables en importance à celles d'Aristote.

Simultanément, à partir de la fin du XIIe siècle, l'histoire naturelle des animaux traversait ce qu'on pourrait appeler sa période fabuleuse avec la multiplication de « bestiaires » consacrés à la description et à la représentation symbolique d'animaux réels et imaginaires. Le très riche bestiaire médiéval s'inspire d'une œuvre orientale anonyme, datant vraisemblablement du IIe siècle et composée sans doute à Alexandrie, le Physiologos. Enrichi au fil du temps par des emprunts aux Etymologiae d'Isidore de Séville et à des auteurs absents de la version primitive, il devient la source principale des bestiaires médiévaux. C'est ainsi qu'on voit apparaître dans ces recueils une foule d'animaux fabuleux ou fantastiques, les uns hérités de l'Antiquité, les autres éclos dans l'imagerie populaire de l'époque médiévale, parmi lesquels : la licorne, le phénix, l'oiseau roc, la guivre, le dragon, le basilic, le serpent de mer, la sirène, le griffon.
Dans son encyclopédie naturaliste en langue d'oïl, Li livres dou tresor (1265), le savant florentin Brunetto Latini (v. 1220-1294) respecte le cadre de la tradition animale des bestiaires en mêlant la science du XIIIe siècle et les légendes.

### Renaissance

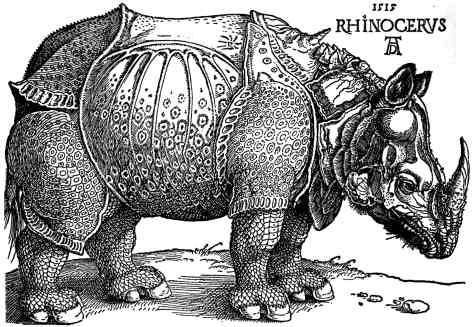
Une célèbre estampe sur bois, gravée par Albrecht Dürer en 1515, et appelée le Rhinocéros de Dürer.

Voyages d'exploration et microscopistes.
Vers 1480, Juliana Berners, probablement prieure du couvent de Sopwell près de St Albans, fait paraître un ouvrage de fauconnerie et un autre sur la pêche.
Ippolito Salviani (1514-1572) est un pionnier de l'étude des faunes aquatiques, avec la parution en 1554 de l'ouvrage intitulé Aquatilium animalium historiæ.
Guillaume Rondelet (1507-1566) est un médecin à Montpellier, haut lieu des sciences françaises, principalement botanique et médecine, à la Renaissance. Il fait paraître en 1555 son Universæ aquatilium historiæ pars altera où il présente tous les animaux aquatiques, même mythiques, qu'il connaît. Il ajoute de nombreuses observations personnelles de grande qualité.
Pierre Belon (v. 1517-1564) est l'auteur, en 1551, de L'histoire naturelle des éstranges poissons marins avec la vraie peinctvre & description du Daulphin & de plusieurs autres de son espèce. Il a également écrit, en 1555, un ouvrage intitulé Histoire de la nature des oiseaux. Ses travaux portent notamment sur l'anatomie comparée. Un oiseau paléarctique lui est dédié : le Tadorne de Belon.

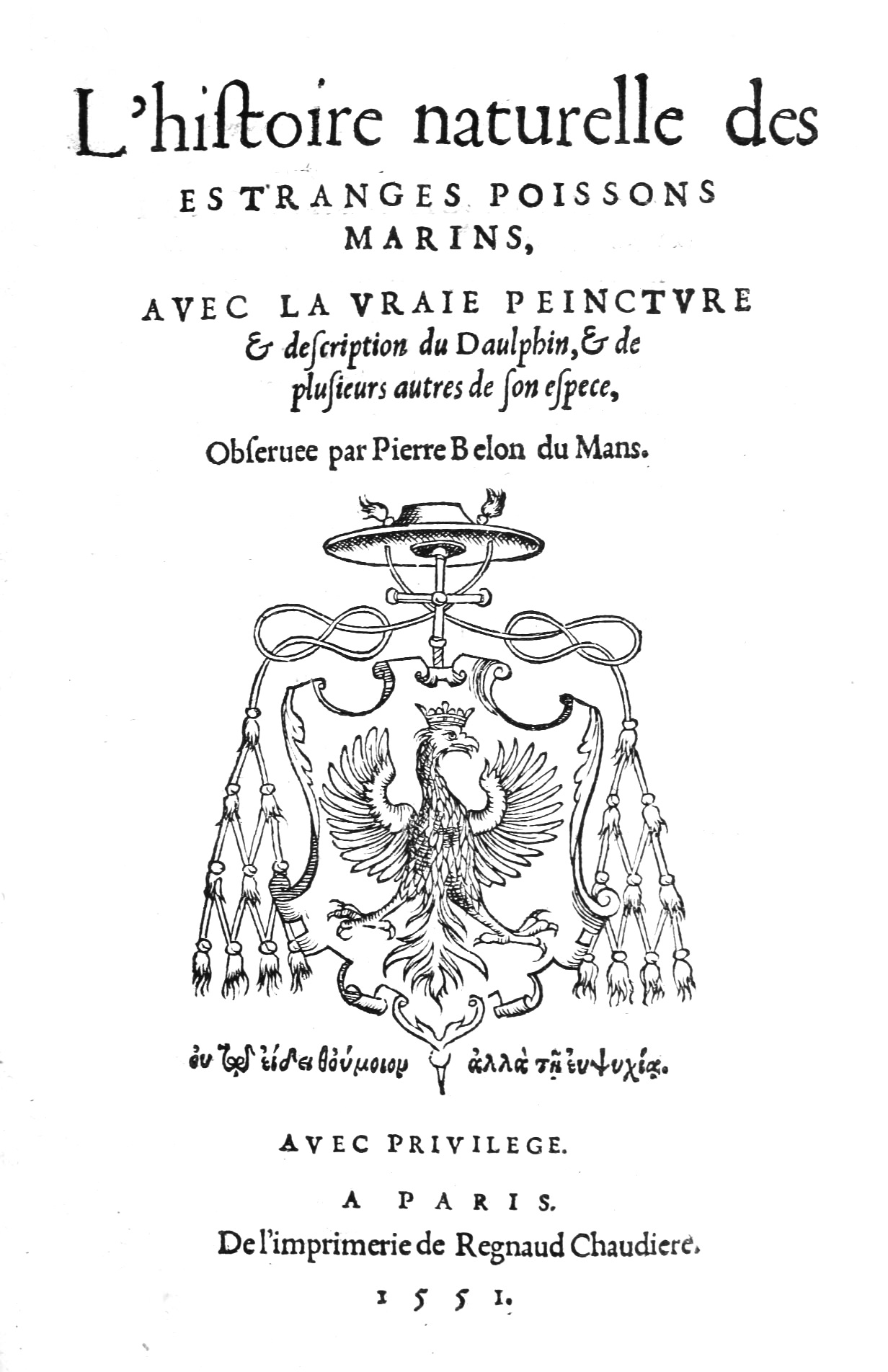
Page de titre de L'histoire naturelle des éstranges poissons marins... de Pierre Belon.

Conrad Gessner (1516-1565) fait paraître son Historia animalium à Zurich entre 1551 et 1558. Compilateur infatigable, surnommé le Pline suisse, Gessner compile toutes les connaissances au sujet des animaux dont il a connaissance. Il présente celles-ci, organisées sur une base alphabétique, chaque animal étant analysé sur un modèle identique. Gessner n'a pas pour but de juger mais de réaliser une encyclopédie aussi exhaustive que possible. Son œuvre, richement illustrée, entre autres par Albrecht Dürer, sera très souvent rééditée durant plus de trois siècles.
Ulisse Aldrovandi (1522-1605) publie de 1559 à 1605 les quatre premiers volumes d'une histoire naturelle (dont De Animalibus insectis en 1602 qui constitue en fait le septième volume) qui en comptera quatorze, les autres étant publiés après sa mort (dernier volume paraissant en 1668). Ce naturaliste révère encore l'Antiquité et accorde autant de crédit à Strabon et à Pline qu'à ses propres observations.

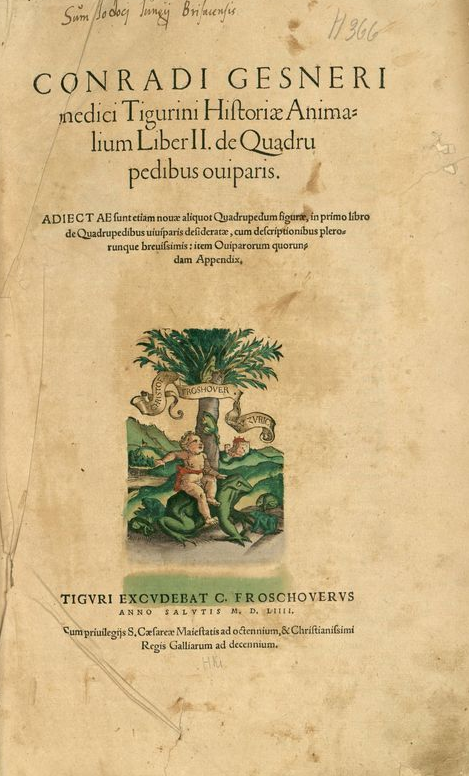
Frontispice d’Historiae animalium... (1554) de Conrad Gessner.
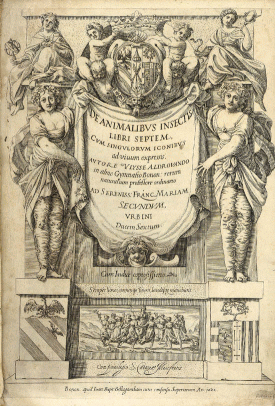
Frontispice de De animalibus insectis... (1602) d'Ulisse Aldrovandi.

### XVIIeetXVIIIesiècles

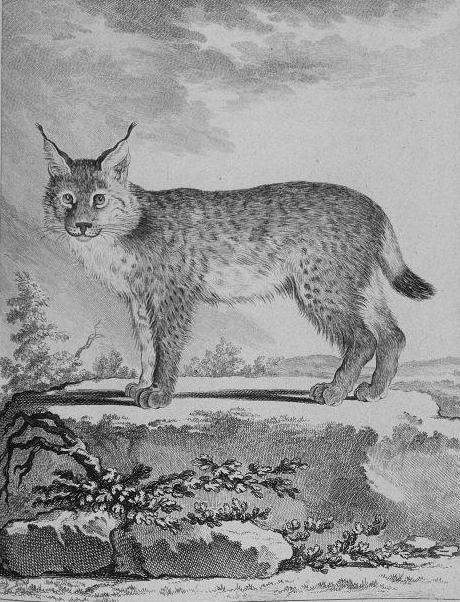
Le Lynx, dessiné par Jacques de Sève.
Illustration de lHistoire des Quadrupèdes de Buffon.

John Ray (1627-1705) et Francis Willughby (1635-1672) jouent un rôle essentiel tant en botanique qu'en zoologie durant cette période. Ces deux hommes se rencontrent à Cambridge et se lient bientôt d'amitié. Ils voyagent ensemble en Europe où ils observent des animaux dans leurs milieux.
En zoologie, Ray est le premier à proposer une classification des animaux fondée sur des critères anatomiques et non comportementaux ou environnementaux. Sa classification, notamment des oiseaux, est la plus évoluée jusqu'à l'œuvre de Linné.
La mort prématurée de Willughby l'empêche d'achever plusieurs ouvrages que Ray enrichira (parfois considérablement) et publiera sous le seul nom de Willughby. C'est le cas de Ornithologia (Londres, 1676) et de De historia piscium (Oxford, 1686). Parmi les principaux ouvrages de Ray, il faut signaler Synopsis animalium quadrupedum et serpentini generis (Londres, 1693). Plusieurs de ses ouvrages paraissent de façon posthume comme Historia insectorum à Londres en 1710 ou Synopsis avium et piscium toujours à Londres en 1713.
Francesco Redi (1626-1697) s'intéresse à la parasitologie et décrit près de 100 espèces de parasites microscopiques ou de très petite taille. Il est à l’origine de nombreuses observations sur la génération des insectes et sur les vers intestinaux.
Marcello Malpighi (1628-1694), le père de l'anatomie microscopique ou histologie, a son nom aujourd'hui attaché à des dizaines de structures dans le corps humain et chez les insectes.
Jan Swammerdam (1637-1680), dont les travaux portent sur l'anatomie des insectes qu'il étudie à l'aide d'un micro-matériel de dissection fabriqué par ses soins, fait paraître, en 1669, une Histoire générale des insectes où il les classe d’après leur type de métamorphose. Swammerdam distingue les insectes à métamorphoses complètes et incomplètes et décrit avec soin ces transformations.
Girolamo Fabrizi d'Acquapendente (1537-1619) s'intéresse particulièrement au développement embryonnaire des animaux. Ses recherches sont complétées par l'un de ses élèves, Hieronymus Fabricius (1537-1619), qui étudie le développement embryonnaire des poulets.
Les premiers ouvrages sur les insectes sont datés du tout début du XVIIe siècle. Thomas Muffet (v. 1552-1604), médecin et naturaliste anglais, fait paraître post mortem, en 1634, le Theatrum Insectorum, livre entièrement consacré aux insectes (terme qui désigne effectivement les insectes mais aussi de nombreux autres invertébrés). Charls Butler (1559-1647) fait paraître en 1609 le premier livre entièrement consacré aux abeilles.
Le naturaliste hollandais Jan Goedart (1617-1668) fait paraître, entre 1662 et 1667, un traité intitulé Metamorphosis et historia naturalis insectorum où il décrit 140 insectes représentés à l'aide de nombreuses illustrations. Il fut le premier à décrire le cycle biologique complet du papillon, de l'œuf à l'adulte.
Les progrès essentiels dans le domaine de l'anatomie comparée sont dus, en France, à Claude Perrault (1613-1688) et Joseph Guichard Duverney (1648-1730) que relie une étroite collaboration.
Claude Perrault a donné l'exemple à Joseph Guichard Duverney des recherches sur la structure des animaux.
Joseph Guichard Duverney (1648-1730) fait paraître au début du XVIIIe siècle plusieurs mémoires importants devant l'Académie des sciences de Paris sur les systèmes circulatoires et respiratoires de vertébrés à sang froid comme les grenouilles, les serpents, etc..
En 1720, Michael Bernhard Valentini (1657-1729) fait paraître une étude où il compare l'anatomie de différents vertébrés.
En 1734, Jacob Theodor Klein (1685-1759) fait paraître Naturalis dispositio Echinodermatum, œuvre pionnière sur les oursins.
Martin Lister (v. 1638-1712) est un médecin et naturaliste britannique dont les travaux concernent de nombreuses espèces d'invertébrés, notamment parmi les mollusques et les araignées.
Martin Lister donna en 1682 une traduction anglaise de Metamorphosis et historia naturalis insectorum de Jan Goedart et publia en 1685 une version améliorée en latin selon un ordre méthodique et une classification qui lui sont propres.
Anna Maria Sibylla Merian (1647-1717) occupe véritablement une place à part dans l'histoire de l'entomologie. Elle appartient à une prestigieuse famille de graveurs et apprend très tôt le dessin et la peinture. Elle se passionne pour les insectes et notamment pour le phénomène de métamorphose, qui avait déjà été l'objet des observations et des illustrations de Jan Goedart (1617-1668). Elle découvre aux Pays-Bas plusieurs collections de papillons provenant des Amériques. Souhaitant les observer par elle-même, elle réalise un voyage en 1699 au Surinam. Les illustrations qu'elle réalise connaissent une grande popularité, elle s'attache à illustrer les différents stades de croissance des insectes (larvaire, nymphéal et adulte). Ses images ne sont pas accompagnées de texte, aussi son impact sur l'évolution de l'entomologie est assez réduit, elle est remarquable surtout parce qu'elle est l'une des rares femmes naturalistes de son temps.
Johann Leonhard Frisch (1666-1743) démontre que le développement d'un végétal peut être retardé par l'action de ses parasites. De 1696 à 1700, Antonio Vallisneri (1661-1730) fait paraître ses Dialoghi sopra la curiosa Origine di molti Insetti (Dialogues sur la curieuse origine de plusieurs insectes) dans La Galleria di Minerva. Il y expose ses premières expériences sur la reproduction des insectes qui, avec les observations de Francesco Redi (1626-1697) et de Marcello Malpighi (1628-1694), contribuent à démentir la croyance en la génération spontanée. Pierre Lyonnet (1708-1789) fait paraître ses premières observations sur l’anatomie des insectes en 1750 en consacrant une monographie à une chenille sous le nom de Traité anatomique de la chenille qui ronge le bois de Saule. Bien que ses dissections et ses illustrations soient remarquables, n'étant pas médecin, il manque des connaissances anatomiques et ses observations s'en ressentent parfois.
Moses Harris (1731-1785), illustrateur et entomologiste britannique, est le premier à utiliser les nervures des ailes des papillons pour leur classification.
L'entomologie obtient ses lettres de noblesse avec René-Antoine Ferchault de Réaumur (1683-1757). Membre de l'Académie des sciences en 1708, il conduit des expériences dans un grand nombre de sujets, les plus connus étant la mise au point d'un thermomètre et ses travaux sur la faïence. Mais le savant ne dédaigne pas l'histoire naturelle des zoophytes, mollusques, crustacés, insectes, araignées, poissons et oiseaux. Il fait paraître, de 1734 à 1742, les six volumes des Mémoires pour servir à l'histoire des insectes. Il précise dans son introduction les raisons de sa publication : « Nous ne sommes pas encore, à beaucoup près, arrivés au temps où l'on pourra raisonnablement entreprendre une histoire générale des insectes. Des savants de tout le pays se sont plus depuis un siècle à les étudier. L'attention qu'ils leur ont donnée nous a valu un grand nombre d'observations sûres et curieuses. Cependant, il s'en faut bien qu'il y en ait encore assez de rassemblées. Le nombre des observations nécessaires pour une histoire de tant de petits animaux passablement complète est prodigieux ».
Il fait ensuite remarquer que le nombre des insectes est prodigieux. Des douze à treize mille plantes connues à son époque, il signale que chacune entretient des centaines d'espèces d'insectes différents, que ceux-ci sont la proie de prédateurs particuliers. Cette analyse écologique de la biodiversité est très en avance sur son temps. Il continue : « L'immensité des ouvrages de la nature ne paraît mieux nulle part que dans l'innombrable multiplicité de tant d'espèces de petits animaux ».
Après avoir remarqué que la diversité des insectes est telle qu'aucun esprit ne saurait en faire le tour, il signale qu'il est surtout utile d'en connaître les principales formes. Il justifie aussi l'intérêt et l'importance de l'étude des insectes : « Quoique nous resserrions beaucoup les bornes de l'étude de l'histoire des insectes, il est des gens qui trouveront que nous lui en laissons encore de trop étendues. Il en est de même qui regardent toutes connaissances de cette partie de l'histoire naturelle comme inutiles, qui les traitent, sans hésiter, d'amusements frivoles ».
Réaumur fait ensuite la liste des apports que peut réaliser ce qui ne se nomme pas encore l'entomologie : la cire et le miel apportés par les abeilles (miel qui était la principale source sucrée de l'époque), les colorants tirés de la cochenille, les figues dont le mûrissement dépend des insectes... Il indique aussi que la connaissance des insectes permet de les combattre.
Ses Mémoires ressemblent souvent à des monographies. Le volume IV est entièrement consacré à trois espèces de cigales. Il décrit l'anatomie externe, les organes buccaux, l'oviposition, la production du stridulement, la ponte, etc. Réaumur étudie particulièrement les abeilles, qu'il baptise son cher petit peuple. Pour mieux observer le comportement des abeilles, il est le premier à concevoir une ruche comportant un système de vitres, un volet permet de protéger l'intérieur de la ruche de la lumière, Réaumur le levant uniquement pour faire ses observations.
Réaumur était en relation avec les principaux savants de son époque. Il entretenait une abondante correspondance avec d'autres naturalistes qui étaient à la fois ses élèves, ses correspondants et ses pourvoyeurs d'observations zoologiques. Abraham Trembley (1710-1784) fit en 1740 la découverte étonnante de la reproduction par scissiparité de l'Hydre d'eau douce. Encouragé par Réaumur, il publia ses observations en 1744 sous le titre de Mémoires pour servir à l'histoire d'un genre de polypes d'eau douce à bras en forme de cornes. Charles Bonnet (1720-1793), correspondant de Réaumur à Genève et cousin de Trembley, fait paraître en 1745 ses observations sur la parthénogenèse des pucerons. Charles de Geer (1720-1778) élabora son œuvre maîtresse sur les insectes, qui continuait les travaux de Réaumur, en y décrivant les mœurs et l'anatomie de plus de 1 500 espèces, sous le même titre de Mémoires pour servir à l'histoire des insectes et dans la même forme, en sept volumes in-4° parus de 1752 à 1778. Lazaro Spallanzani (1729-1799) reprit en l'améliorant la technique des « caleçons » de Réaumur placés à des grenouilles pour déterminer le rôle de la semence mâle dans la génération et mit en évidence que la fécondation est externe chez les grenouilles et les crapauds. Observateur et expérimenteur de premier ordre, Spallanzani réalise, en 1777, la première fécondation artificielle, en étudiant le mécanisme de la reproduction chez les batraciens. Il réussit, en 1779, la première insémination artificielle d'une chienne.
Carl von Linné (1707-1778) est un naturaliste suédois qui a jeté les bases du système moderne de la nomenclature binomiale. Connu comme le père de la taxonomie moderne, c'est à ce titre qu'il est important pour la zoologie, même s'il était surtout botaniste.
Dans la dixième édition (1758) du Systema Naturae, Linné recensait environ 4 400 espèces animales différentes, dont près du tiers, soit 1335 espèces, étaient des Vertébrés.
Buffon (1707-1788) est un naturaliste français dont l'œuvre majeure, L'Histoire naturelle, générale et particulière, a marqué son temps et est principalement consacrée aux animaux, comprenant L'Histoire des animaux quadrupèdes (12 volumes, 1753-1767) et L'Histoire des oiseaux (9 volumes, 1770-1783).
Le naturaliste gallois Pennant (1726-1798), par son œuvre majeure sur la zoologie britannique British Zoology (4 volumes, 1761-1766), stimula la recherche zoologique en Grande-Bretagne, particulièrement en ornithologie. Ses autres ouvrages, parmi lesquels Indian Zoology (1769), History of Quadrupeds (1781) et Arctic Zoology (2 volumes, 1784-1785), furent également très lus.
Le XVIIIe siècle est une période où l'étude des ravageurs des cultures commence à émerger. On peut citer notamment l'œuvre de l'italien Giovanni Targioni Tozzetti (1712-1783).
Au dernier quart du XVIIIe siècle, la zoologie, science qui traite de tous les animaux de la nature, est divisée en différentes parties séparées, qui peuvent se réduire à six :
1. la Tetrapodologie, histoire des quadrupèdes couverts de poils ;
2. l'Ornithologie, histoire des oiseaux ;
3. l'Amphibiologie, histoire des animaux amphibies comme les serpents, lézards, grenouilles, tortues, etc. ;
4. l'Ichthyologie, histoire des poissons ;
5. l'Entomologie, histoire des insectes ;
6. la Zoophytologie, histoire des zoophytes.

### LeXIXesiècle

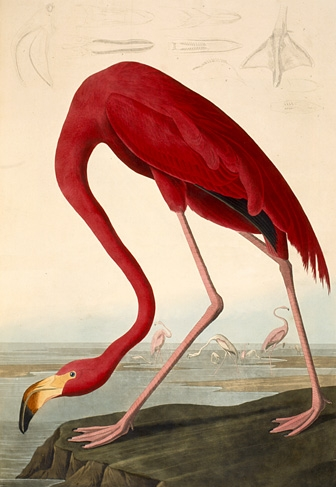
Flamant rouge (Phoenicopterus ruber).
Dessin de John James Audubon pour son livre Les Oiseaux d'Amérique.

Des savants naturalistes comme Lamarck, Cuvier, Geoffroy Saint-Hilaire et Darwin incarnent l'esprit du XIXe siècle marqué en zoologie par les théories de l'évolution des espèces animales.
Jean-Baptiste de Lamarck (1744-1829) est le premier à systématiser l’idée d’une transformation des espèces et à en donner un exposé cohérent. Dans sa Philosophie zoologique publiée en 1809, Lamarck propose une théorie explicative de l'évolution des espèces animales, supposant la transformation graduelle des espèces au cours du temps selon deux tendances conjointes, l'une de complexification des organismes sous l'effet de leur dynamique interne et l'autre de diversification des espèces sous l'effet des circonstances. Il réalise également la classification des invertébrés.
Georges Cuvier (1769-1832) est le promoteur de l'anatomie comparée et de la paléontologie des Vertébrés. Cuvier énonça, en 1812, les lois de subordination des organes et de corrélation des formes.
Étienne Geoffroy Saint-Hilaire (1772-1844) décrit l'unité des plans d'organisation au sein du règne animal. Les travaux zoologiques de Geoffroy Saint-Hilaire tendent à démontrer l'unité de composition organique des animaux, dans une perspective transformiste. Selon ce savant, il existerait alors, pour le règne animal, un plan général d'organisation qui serait modifié, au cours du temps, par l'environnement. Il rechercha donc des analogies entre les espèces animales et énonça la loi de connexion, de permanence et de balancement.
Henri Milne-Edwards (1800-1885) innove en alliant l’anatomie comparée de Georges Cuvier avec la physiologie. Son ouvrage le plus considérable, les Leçons sur la physiologie et l'anatomie comparée de l'homme et des animaux, faites à la Faculté des sciences de Paris, a été publié, entre 1857 et 1881, en 14 volumes in-8.
Isidore Geoffroy Saint-Hilaire (1805-1861) décomposa le processus de domestication des espèces animales en trois stades successifs auxquels correspondent trois états de l’animal : la captivité, l’apprivoisement et la domesticité.
Le naturaliste Richard Owen (1804-1892), s'affirmant comme l'héritier de Cuvier, donna de nombreux ouvrages sur l'anatomie et la paléontologie des Vertébrés. En 1842, Owen est l'inventeur du nom des Dinosaures donné aux Reptiles fossiles de l'ère secondaire.
Dans L'Origine des espèces qu'il publie en 1859, Charles Darwin (1809-1882) développe une théorie de l'adaptation des espèces, fondée sur le mécanisme de la sélection naturelle. Il y expose sa théorie selon laquelle chaque espèce vivante évolue, notamment pour survivre dans un environnement particulier. Bien qu'il n'emploie pas cette expression, cette théorie sera interprétée par la suite comme une théorie de l'évolution des espèces. Cette doctrine évolutionniste est appelée depuis lors « darwinisme ».
Le naturaliste Thomas Huxley (1825-1895), convaincu par la théorie de Darwin, s'attacha à démontrer les affinités de l'Homme avec les Singes anthropoïdes. Mais l'œuvre scientifique de Huxley est d'abord celle d'un zoologiste qui apporta d'importantes contributions à la biologie des Invertébrés puis des Vertébrés. Par ailleurs, Huxley donne au phénomène de convergence un rôle essentiel dans le processus évolutif.
Wallace (1823-1913) conçut, indépendamment et en même temps que Darwin, le principe de la sélection naturelle. Wallace fut le promoteur de la géographie zoologique ou zoogéographie lors de la publication, en 1876, de son ouvrage sur La distribution zoologique des Animaux.
Le naturaliste Louis Agassiz (1807-1873) précise les notions d'homologie et d'analogie dans son étude De l'espèce et la classification en zoologie parue en 1869.
John James Audubon (1785-1851) parcourt l'Amérique du Nord pendant trente-cinq ans, du Labrador à la Louisiane. Il accumule notes, dessins et aquarelles. Ses quatre volumes sur Les Oiseaux d'Amérique paraissent entre 1827 et 1838.
Les études ornithologiques de John Gould (1804-1881) sont illustrées par sa femme Elizabeth (1804-1841) et d'autres illustrateurs naturalistes comme Edward Lear, Henry Constantine Richter et Joseph Wolf.
Karl Ernst von Baer (1792-1876) étudie l'embryologie des mammifères. Sa découverte la plus célèbre est celle de l'ovule, jusque-là confondu avec le follicule ovarien, chez les mammifères en 1827, venant après la mise en évidence, en 1824, du rôle fécondant des spermatozoïdes par Prevost (1790-1850) et Dumas (1800-1884). Le passage d'une embryologie descriptive à une véritable embryologie comparée est effectuée en 1828 par Von Baer qui formule la « loi des ressemblances embryonnaires » relative aux Vertébrés. L’embryon est formé de trois feuillets à partir desquels se forment ultérieurement les organes ; les premiers stades sont semblables chez tous les animaux. Ernst Haeckel (1834-1919) donna des travaux en embryologie comparée et proposa, en 1866, une loi biogénétique fondamentale : « L'ontogénèse est une courte récapitulation de la phylogénèse ». En 1875, l'embryologiste Oscar Hertwig (1849-1922) observe, lors d’une fécondation artificielle d’oursin, la pénétration d’un spermatozoïde dans l’ovule, la fusion des noyaux mâle et femelle et la division de l’œuf en deux cellules.
Alfred Brehm (1829-1884) publie une vaste œuvre en plusieurs volumes sur le monde animal sous le nom de Illustrirtes Thierleben (Vie des animaux illustrée) de 1864 à 1869, puis Brehms Thierleben (Vie des animaux selon Brehm) dans les éditions ultérieures, rendant son auteur célèbre dans le monde entier. La série populaire sur la vie des animaux, Illustrirtes Thierleben, du vulgarisateur allemand paraît dans une édition française, sous le titre Les Merveilles de la Nature, de 1878 à 1885, en 15 volumes in-4°.
Douglas Spalding (1840-1877) effectue des expériences sur le comportement animal, découvrant le phénomène de l'empreinte.
L'entomologiste Jean-Henri Fabre (1823-1915) a passé une grande partie de sa vie à étudier les insectes vivants dans leur biotope. Ses Souvenirs entomologiques ont été publiés en dix séries entre 1879 et 1907, pour prendre fin au XXe siècle.
Alphonse Milne-Edwards (1835-1900) s'est particulièrement occupé de la faune abyssale lors des explorations sous-marines du Travailleur et du Talisman, de 1880 à 1883.
La mission d'exploration scientifique du golfe de Gascogne, qui se prolongera aux îles Canaries, aux îles du Cap-Vert et aux Açores, permit de rapporter de nombreux échantillons en bocaux des animaux (poissons, crustacés, mollusques, échinodermes, zoophytes) recueillis jusqu'à 5 000 mètres de profondeur (une véritable performance pour l'époque).
Durant le XIXe siècle sont apparus les champs disciplinaires spécialisés selon le groupe animal étudié. Les principales sont :
- l'entomologie, l’étude des insectes
- l'herpétologie, l’étude des reptiles et amphibiens
- l'ichtyologie, l’étude des poissons
- la mammalogie, l’étude des mammifères
- l'ophiologie, l'étude des serpents
- l'ornithologie, l’étude des oiseaux
- la malacologie, l’étude des mollusques
- l'arachnologie, l'étude des arachnides
- la carcinologie, l'étude des crustacés
- la cétologie, l'étude des cétacés

Des spécialistes institutionnels étaient formés pour étudier tel groupe animal, en identifier les espèces, en élaborer ou en revoir la classification…

### LeXXesiècle
Comme le XIXe siècle, le XXe siècle voit, avec l'augmentation des connaissances, la zoologie continuer à se subdiviser en de nombreuses disciplines.
Au cours des premières décennies du XXe siècle, l'entomologie est mise au service de la génétique à la suite des recherches conduites sur la Drosophile par l'équipe de Morgan (1866-1945).
Oskar Heinroth (1871-1945) développe des méthodes adaptées de la morphologie comparative au comportement animal. Il étudie particulièrement les Anatidés et démontre le lien existant entre leur comportement et leur position taxonomique au sein de cette famille.
L'étude des oiseaux sera poussée par les Français Jean Delacour et René d’Abadie, dont les travaux seront internationalement reconnus.
René Jeannel (1879-1965) et Emil Racovitza (1868-1947) explorent les grottes souterraines d'Europe et d'Afrique où ils étudient la faune cavernicole.
Père de l'écologie animale, Elton (1900-1991) a décrit, dans son livre Animal Ecology paru en 1927, les communautés biotiques en tant qu'associations d'espèces organisées autour de relations alimentaires existant en leur sein et d'interactions entre les animaux sauvages.
Grassé (1895-1985) commence la parution d’un très vaste projet en 1946 : le Traité de zoologie. Les 38 volumes demanderont près de quarante ans de travail et réuniront les plus grands noms de la zoologie. Ils constituent toujours des références difficilement contournables pour l'anatomie, la systématique et la biologie des groupes d'animaux traités.
Avec la révolution du génie génétique et de la biologie moléculaire, les disciplines naturalistes traditionnelles ont été en partie éclipsées à partir des années 1950. De nombreux pays restreignent pendant des décennies les crédits affectés à celles-ci. L'attribution du prix Nobel de physiologie ou médecine en 1973 à trois éthologues (Karl von Frisch, Konrad Lorenz et Nikolaas Tinbergen) donne un coup de projecteur sur les études zoologiques et va rendre un certain crédit à ces activités. Dans son livre The Question of Animal Awareness publié en 1976, Griffin (1915-2003) propose l'expression « éthologie cognitive » pour l'étude de l'intelligence animale.

### La zoologie contemporaine
Bien que le terme zoologie soit tombé en désuétude (les appellations biologie des organismes ou biologie animale sont plus courantes) l'étude des animaux s'est considérablement renouvelée, intégrant les apports de la phylogénie, de la biochimie, et de la génétique des populations.
Néanmoins, les problématiques de recherche sont désormais rarement centrées sur un unique organisme ou taxon. En d'autres termes, sauf exception, ce n'est plus le matériel (insecte, poisson, champignon, oiseau…) qui sert à définir la discipline, mais les questions biologiques que ce matériel permet de poser et éventuellement résoudre.
La zoologie n'apparaît plus comme un champ disciplinaire uni, subdivisé selon les grands clades, mais se retrouve éclatée en différentes branches :
- La physiologie animale, qui est l'étude de l'organisation et du fonctionnement des animaux, allant de la biochimie et biologie cellulaire à l'anatomie comparée en passant par l'histologie
- la biologie du développement (ou embryologie) qui fait appel à la génétique et à la biologie moléculaire
- l'écologie qui étudie les interactions entre les êtres vivants et leur milieu (qui porte néanmoins autant d'intérêt aux animaux qu'aux plantes, champignons, et facteurs abiotiques)
  - l'éthologie ou étude du comportement animal qui tend à être incluse dans l'écologie et une perspective évolutionniste (écologie comportementale)
- la biologie de l'évolution qui étudie l'évolution, la diversité génétique et les pressions de sélection. Elle recoupe pour partie l'écologie et inclut :
  - la génétique des populations
  - la systématique et la phylogénétique qui classent les espèces selon leur lien de parenté (taxonomie)
  - la phylogéographie qui s'intéresse aux processus de spéciations
- La paléontologie, incluant tout ce qui concerne et qui permet de comprendre la faune passée comme la paléoclimatologie.

## Évolution des classifications zoologiques

### Les premières tentatives de classification

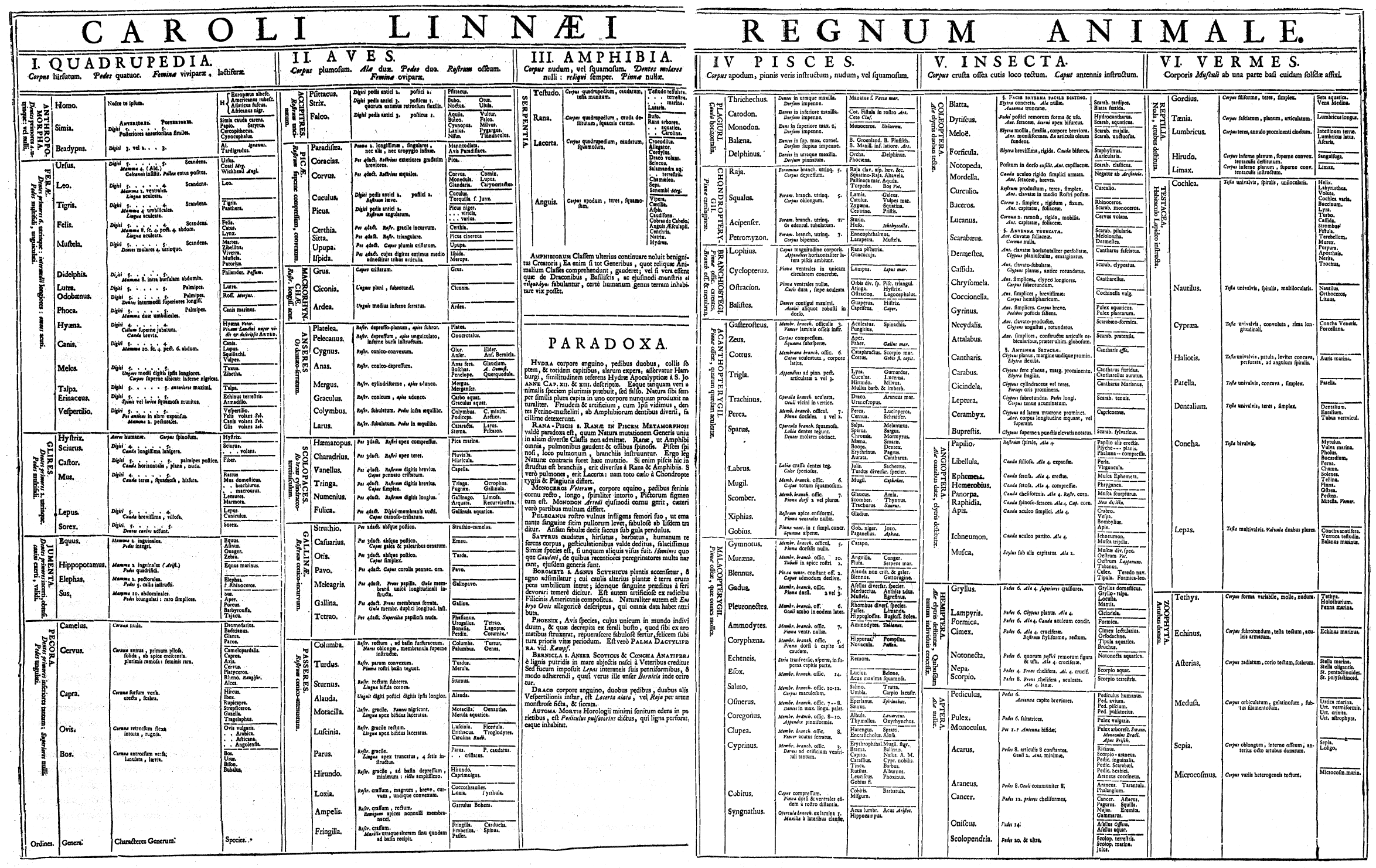
Tableau du Règne Animal dans la première édition (1735) du Systema Naturae de Linné.

Ray est le premier à proposer une classification des animaux fondée sur des critères anatomiques et non comportementaux ou environnementaux. Sa classification, notamment des oiseaux et des poissons, est la plus évoluée jusqu'à l'œuvre de Linné.
Dans leurs divers ouvrages, John Ray (1627-1705) et Francis Willughby (1635-1672) améliorent la classification des animaux.
John Ray distingue, parmi les animaux, ceux dépourvus de sang, les exsangues, et ceux possédant du sang, les sanguins. Sa classification des animaux est schématiquement la suivante :
- Animaux exsangues (i.e. invertébrés)
- Animaux sanguins (i.e. vertébrés)
  - à respiration branchiale (i.e. poissons)
  - à respiration pulmonaire
    - dont le cœur a un ventricule (i.e. reptiles)
    - dont le cœur a deux ventricules
      - ovipares et pourvus de plumes (i.e. oiseaux)
      - vivipares et pourvus de poils (i.e. mammifères)

La partie zoologique de Systema naturæ, qui répartit les animaux en six groupes (Quadrupèdes, Oiseaux, Amphibiens, Poissons, Insectes et Vers), établis selon des caractères anatomiques (dents, becs, nageoires ou ailes), fera l’objet de nombreux amendements par Linné entre la 1re édition (1735) et la 13e édition (1770). Ainsi, les êtres humains seront, pour la première fois en l’an 1758, classés avec les Primates. Dans la dixième édition (1758), il transfère les baleines des Poissons aux Mammifères ainsi que les chauves-souris des Oiseaux aux Mammifères.
Linné attribua la dénomination d'animaux à sang blanc aux insectes et vers.
En 1777, Pennant distinguait les Crustacés des Insectes.
Latreille séparait les Insectes des Crustacés, des Arachnides et des Myriapodes dans son Précis des caractères génériques des Insectes, disposés dans un ordre naturel, publié en 1796.
Lamarck proposa d'appeler « Animaux sans vertèbres » ou Invertébrés ceux qu'on avait anciennement considérés d'abord comme dépourvus de sang et ensuite comme Animaux à sang blanc et de donner le nom de Vertébrés à ceux porteurs de vertèbres pour remplacer celui d'Animaux à sang rouge.
En 1806, Duméril avait élaboré, dans sa Zoologie analytique, une méthode contenant la division générale des Animaux en neuf classes : les Vertébrés divisés en quatre classes (1. Mammifères, 2. Oiseaux, 3. Reptiles, 4. Poissons) et les Invertébrés partagés en cinq classes (5. Mollusques, 6. Crustacés, 7. Vers, 8. Insectes, 9. Zoophytes).
En 1809, Lamarck avait divisé les Invertébrés en dix classes taxonomiques : 1. Infusoires, 2. Polypes, 3. Radiaires, 4.Vers, 5. Insectes, 6. Arachnides, 7. Crustacés, 8. Annelides, 9. Cirrhipèdes, 10. Mollusques. Quant aux Vertébrés, il conserve la classification de Linné en quatre classes : 1. Poissons, 2. Reptiles, 3. Oiseaux, 4. Mammifères.
Blainville indiqua plusieurs modifications à la classification des animaux dans son Prodrome publié en 1816. Il élève au rang de classes indépendantes les Reptiles et les Amphibiens (ou Batraciens).
Dans son ouvrage sur le Règne animal publié en 1817, Cuvier admet quatre groupes principaux qu'il appelle embranchements ou grandes divisions des Animaux : les Vertébrés, les Mollusques, les Articulés et les Zoophytes (ou Rayonnés).
- I. Vertébrés : Mammifères, Oiseaux, Reptiles, Poissons.
- II. Mollusques : Céphalopodes, Ptéropodes, Gastéropodes, Acéphales, Brachiopodes, Cirrhopodes.
- III. Articulés : Annélides, Crustacés, Arachnides, Insectes.
- IV. Zoophytes : Échinodermes, Intestinaux, Acalèphes, Polypes, Infusoires.

En 1860, Owen divisait le monde animal en élevant au rang de règne Protozoa pour classer les Protozoaires qu'il séparait du règne Animalia.

### Phylogénie animale
Les premiers défenseurs de la théorie de l’évolution, Jean-Baptiste de Lamarck (1744-1829), Charles Darwin (1809-1882), Thomas Henry Huxley (1825-1895) et Ernst Haeckel (1834-1919), ont reconnu les corrélations phylétiques entre groupes d'animaux et ils ont complété le système naturel du règne animal par des arbres généalogiques (ou plutôt par des « buissons phylogéniques »).

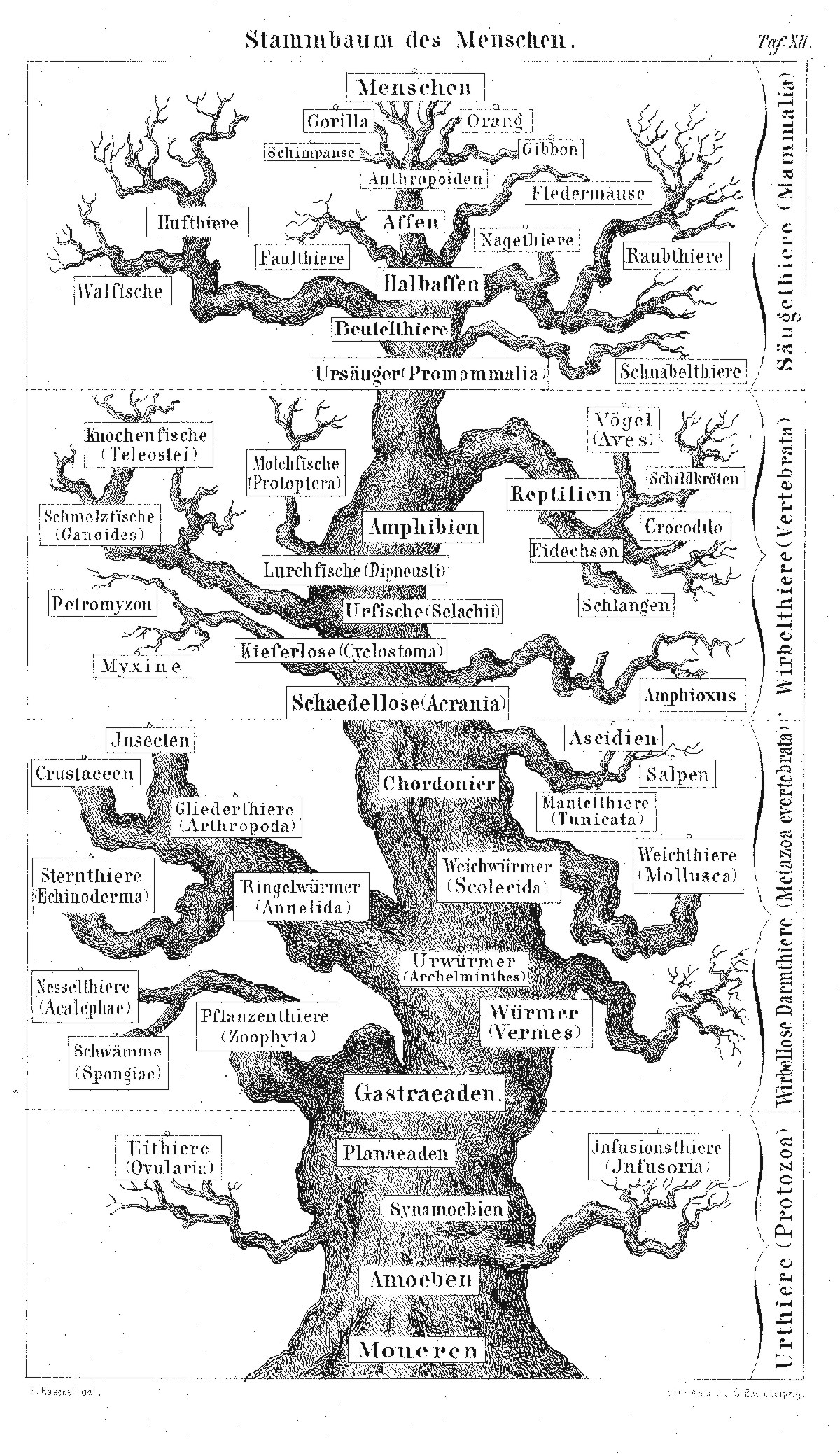
Arbre du monde animal selon Haeckel (1874).

En 1874, Ernst Haeckel a proposé, sous le nom d'« arbre généalogique de l’homme », une phylogénie du règne animal construite d’après les données de l’anatomie et de l’embryologie comparées. Le savant allemand distinguait les Protozoaires (Protozoa), les Métazoaires invertébrés (Metazoa evertebrata), les Vertébrés (Vertebrata) et plaçait les Mammifères (Mammalia) au sommet de son arbre phylogénétique.
Contrairement à Haeckel, Alfred Giard (1846-1908) construit, en 1889, un arbre phylogénétique du règne animal dans lequel les Vertébrés ne représentent pas les formes « supérieures » des êtres vivants, mais seulement l'une des possibilités suivies par l'évolution organique.

### Nomenclature des animaux
La nomenclature est la discipline relevant de la taxinomie et de la systématique qui a pour objet de définir et d'édicter les règles d'attribution et de priorité des noms scientifiques des organismes vivants (ou ayant vécu), appelés taxons. C'est Linné qui a établi les règles de base de la nomenclature binomiale encore utilisée de nos jours.
En particulier, la nomenclature zoologique désigne l'ensemble des règles permettant de nommer les taxons (comme les espèces) concernant les animaux. L'ensemble de ces règles fixant les noms des taxons constitue le Code international de nomenclature zoologique. Cette nomenclature zoologique est définie par un organisme, la Commission internationale de nomenclature zoologique.
La dixième édition du Systema Naturae de Linné, parue en 1758, sert de point de départ à la nomenclature zoologique.

### Cladistique
Des zoologistes précurseurs, parmi lesquels Mitchell en 1901 et Rosa en 1918, ont participé, de manière indépendante, aux fondements des concepts et du vocabulaire de la systématique cladistique,.
La cladistique est une méthode de reconstruction phylogénétique élaborée dans les années 1950 par l'entomologiste allemand Willi Hennig et qui fonde les relations de parenté sur le partage des états dérivés des caractères ou synapomorphies.

### Les découvertes continues de la zoologie
De nombreuses espèces animales ne sont pas actuellement connues de la zoologie, soit parce qu'elles sont restées dans des collections non étudiées pour le moment, soit parce qu'elles n'ont pas encore été découvertes.
Ces découvertes peuvent parfois être d'importance, par exemple :
- Sur le plan taxonomique : l'embranchement entier des Pogonophores, qui ne fut reconnu et créé qu'en 1944, et le premier individu de ce groupe ne fut découvert qu'en 1914.
- Sur le plan des dimensions de l'animal : L'Okapi, un mammifère africain, n'a été découvert qu'en 1900 et décrit en 1901[38]. Le Requin grande gueule, qui mesure plus de 4 m de long, n'a été découvert qu'en 1976 et décrit en 1983[39].
- Sur le plan de la connaissance de l'évolution des espèces: le Cœlacanthe ne fut connu par les scientifiques qu'à l'état de fossile jusqu'en 1938.
- Sur le plan culturel : le genre Architeuthis, à l'origine de la légende du Kraken, ne fut décrit qu'en 1857 par Japetus Steenstrup (qui lui donne le nom Architeuthus) et établi qu'en 1860 par James Edmund Harting[40].

La Taxinomie Sibley-Ahlquist, publiée en janvier 1991, repose sur des hybridations d'ADN « in vitro ». Bouleversant complètement les précédentes classifications des oiseaux, elle a été adoptée assez rapidement en Amérique, beaucoup plus lentement en Europe avec de fortes réticences en particulier dans le monde francophone.

## Congrès internationaux

### Congrès internationaux de Zoologie
- 1889 : 1er congrès international de Paris.
- 1892 : 2e congrès international de Moscou.
- 1895 : 3e congrès international de Leyde.
- 1898 : 4e congrès international de Cambridge.
- 1901 : 5e congrès international de Berlin.
- 1904 : 6e congrès international de Berne.
- 1907 : 7e congrès international de Boston.
- 1910 : 8e congrès international de Graz.
- 1913 : 9e congrès international de Monte-Carlo.
- 1927 : 10e congrès international de Budapest.
- 1930 : 11e congrès international de Padoue.
- 1935 : 12e congrès international de Lisbonne.
- 1948 : 13e congrès international de Paris.
- 1953 : 14e congrès international de Copenhague.
- 1958 : 15e congrès international de Londres.
- 1963 : 16e congrès international de Washington.
- 1972 : 17e congrès international de Monte-Carlo.
- 2000 : 18e congrès international d'Athènes.
- 2004 : 19e congrès international de Beijing.
- 2008 : 20e congrès international de Paris.
- 2012 : 21e congrès international d'Haifa.
- 2016 : 22e congrès international d'Okinawa au Japon.

### Congrès internationaux de Protozoologie
Congrès internationaux de Protozoologie
- 1961 : 1er congrès international de Prague.
- 1965 : 2e congrès international de Londres.
- 1969 : 3e congrès international de Léningrad.
- 1973 : 4e congrès international de Clermont-Ferrand.
- 1977 : 5e congrès international de New York.
- 1981 : 6e congrès international de Varsovie.
- 1985 : 7e congrès international de Nairobi.
- 1989 : 8e congrès international de Tsukuba.
- 1993 : 9e congrès international de Berlin.
- 1997 : 10e congrès international de Sydney.
- 2001 : 11e congrès international de Salzbourg.
- 2005 : 12e congrès international de Guangzhou.

Congrès internationaux de Protistologie
- 2009 : 13e congrès international de Rio de Janeiro.
- 2013 : 14e congrès international de Vancouver.
- 2017 : 15e congrès international de Prague.